# ميك غرانت
ميك غرانت (بالإنجليزية: Mick Grant)‏ هو متسابق دراجات نارية بريطاني فاز بكأس جزيرة مان السياحية. نافس في سباقات بطولة العالم لفئة 500 سي سي ولفئة 350 سي سي ولفئة 250 سي سي ولفئة 50 سي سي.

## البطولات
- كأس جزيرة مان السياحية 1974
- كأس جزيرة مان السياحية 1985